# Bernard Davis
Bernard Davis (7. ledna 1916 – 14. ledna 1994) byl přední americký biolog, který se ve svém výzkumu zaměřoval především na oblast mikrobiologie. Byl jedním z předních vědců a pedagogů na Harvard Medical School.
Byl židovského původu, ale hlásil se k ateismu. Je autorem termínu moralistický omyl, který začal uvádět v reakci na výzvy a etické pokyny ke kontrole studia, které by mohlo přinášet "nebezpečné znalosti."